# Zalai borvidék
A Zalai borvidék (korábban: Balatonmelléki borvidék) elnevezése 2006 óta van érvényben. A Balaton borrégióhoz tartozik, a Balatontól nyugatra Zala vármegyében helyezkedik el. A borvidék többsége a filoxérát követően a csemegeszőlőnek adott otthont, vagy a pezsgőgyártáshoz felvásárlásra szánt bort készített. A borvidékhez tartozó községek a Zalai-dombság területén és a Keszthelyi-hegység északnyugati lejtőin találhatók. Jellemző szőlőfajták: olaszrizling, szürkebarát, cserszegi fűszeres, zweigelt, kékfrankos.
Zala vármegye a szőlőtermeléshez ideális klimatikus viszonyokkal rendelkezik. A hőmérsékleti, csapadékeloszlási, széljárási adottságok optimálisak a minőségi bor előállításához.
A borvidék összes területe: 6383 ha
Hegyközségi nyilvántartás szerinti termőterület: 1514 ha

## A borvidék részei
A Zalai borvidék Zala vármegyében, a Balatontól nyugatra helyezkedik el. 
A borvidék települései szétszórtan találhatók egy viszonylag nagy területen. 
Két körzet tartozik a borvidékhez: 1. Zala-menti körzet, melynek jelentős része a Kis-Balaton nyugati és északi része, 2. Muravidéki körzet

### A borvidék települései

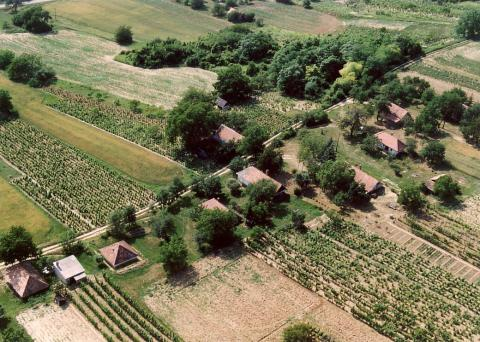
Pakod (légi felvétel)

Bak, Becsehely, Csörnyeföld, Dobri, Eszteregnye, Homokkomárom, Kerkateskánd, Lenti, Letenye, Magyarszerdahely, Murarátka, Muraszemenye, Nagykanizsa, Rigyác, Söjtör, Szécsisziget, Tormafölde, Valkonya, Zajk, Bérbaltavár, Csáford, Dióskál, Egeraracsa, Galambok, Garabonc, Miháld, Nagyrada, Orosztony, Pakod, Sármellék, Szentgyörgyvár, Vindornyalak, Vindornyaszőlős, Zalabér, Zalakaros, Zalaszabar, Zalaszántó, Zalaszentgrót települések szőlő termőhelyi kataszter szerinti I. és II. osztályú határrészeibe tartozó területek.

## Története
Már a középkorban is virágzó szőlő- és borkultúrája volt Zalának. Ezt bizonyítja egy 868-ból fennmaradt oklevél is, amely Zala menti szőlőművelésről tesz említést. Később IV. László által 1288-ban kiadott esztergomi vámtarifában zalai borok is szerepelnek. A török telepítések nyomán terjed el a csemegeszőlő, ami később a Zala völgyének szőlőtermesztésében is jelentős szerepet játszott.
A XVIII. században Zalában már a vörös bort adó szőlőket termesztették a legnagyobb sikerrel. A borvidéket ma is uraló Olaszrizlinget a XIX. század második felétől kezdték el telepíteni. A XIX. század első felében a mai zalai területeken, a borszőlő mellett már csemegeszőlőt is jelentős felületen termesztenek. Főbb fajták: a Chasselas fehér és piros változata, a Duhamel, a Wibert gyöngyszőlők, a Sárga mézes és a különböző muskotályok (közönséges, Hamburgi, Alexandriai, Ottonel). 
A Filoxéra-vész Zala vármegyében is kipusztította az addigi szőlőterületek nagy részét. A megye egyes területeiről teljesen eltűntek az európai fajták. A Zala völgyét övező dombokat – az akkori piaci viszonyokhoz alkalmazkodva – zömmel csemegeszőlővel telepítették be. Ebben az időben vált uralkodó fajtává a Chasselas és az Olaszrizling. Zala szőlőtermesztésének akkori rangját jelzi, hogy 1874-ben a londoni borkiállításon egy zalaszabari rajnai rizling is rangos helyezést ért el.

## Talajadottságok és klíma
Barna erdőtalaj, agyagbemosódásos barna erdőtalaj, rendzina, köves és földes kopárok, helyenként homokos-agyagos üledékek alkotják, lösztakaróval. A barna erdőtalajok vízmegtartó képességének köszönhetően a nyári melegben is megfelelő a szőlő növény vízellátása.
A borvidék területén az évi középhőmérséklet 9–11 °C. A szélsőségesen nagy hideg és a nagy meleg, amely jelentősen károsítaná a szőlőt, ritkábban fordul elő. A nagyobb hőmérsékleti ingadozásokat jelentősen tompítják a Zala menti ártéri területek. A Kis-Balaton visszaállításával a közeli dombokon a kiváló minőségű bor termelésének feltételei tovább javultak. A borvidéken a dombok É-D-i irányban húzódnak, amelyeket nyugat–kelet irányú völgyek szabdalnak. A borvidék klimatikus mutatói: napsütéses órák éves száma: 1950–2000 óra; évi középhőmérséklet: 9–11 C°; csapadékmennyiség a tenyészidőszak alatt: 400–450 mm; éves csapadék: 650–750 mm.

## Szőlészet és borkészítés

### Engedélyezett szőlőfajták
Fehér: Olaszrizling – Ottonel muskotály – Rajnai rizling – Rizlingszilváni (Müller Thurgau) – Sauvignon – Szürkebarát – Tramini – Chardonnay – Cserszegi fűszeres – Királyleányka – Furmint – Hárslevelű – Kövidinka – Pátria – Zenit – Zengő – Zöld veltelini – Bianca – Pintes – Irsai Olivér – Nektár – Pinot blanc – Rozália – Karát – Kabar
Vörös: – Cabernet franc – Cabernet sauvignon – Kékfrankos – Merlot – Pinot noir – Kékoportó – Zweigelt – Kadarka – Turán – Blauburger – Csókaszőlő – Syrah – Néró-Malbec (Cot)

### Borászat
A zalai termőterület jellegzetessége, hogy az itt élő emberek a Zala megyére jellemző közepes (pl.: Szürkebarát (Pinot gris), Kékoportó (Portugieser)), illetve késői érésű (pl.: Olaszrizling, Kékfrankos, Kadarka) szőlőfajtákat általában a déli, délkeleti, illetve délnyugati kitettségű domboldalakon termesztik.
A zalai tájon termelt pezsgő története az 1960-as évekre vezethető vissza, jelentős beszállítója lett a magyarországi nagy pezsgőgyártó cégeknek (pl. Pannonvin, Törley).